# 蒼白類波魚
蒼白類波魚(學名：Rasboroides pallidus），為輻鰭魚綱鯉形目鿕科的其中一個種，被IUCN列為瀕危保育類動物，分布於亞洲斯里蘭卡卡魯河、本塔拉河、金河、波拉圖河-莫德拉河和尼爾瓦拉河流域，體長可達3.6公分，棲息在森林覆蓋、沙底質、水淺的溪流，生活習性不明，可做為觀賞魚。